# Calar Alto
Calar Alto es el monte más alto de la sierra de Los Filabres, con 2168 m de altura, situado en la provincia de Almería, en la comunidad autónoma de  Andalucía, España. El vértice geodésico situado en la cima, dentro del término municipal de Gérgal se encuentra a una altitud de 2167,865 m s. n. m.

## Acceso
El acceso a la cima más habitual desde Almería se realiza desde la localidad de Gérgal hasta llegar al Observatorio. El otro acceso es desde el Valle del Almanzora por las carreteras de Serón y desde Bacares.

## Observatorio de Calar Alto
Este monte alberga el observatorio de Calar Alto, o Centro Astronómico Hispano en Andalucía, que se beneficia de dos aspectos del clima de la región: el ambiente seco reduce las restricciones que el vapor de agua atmosférico se suma a las características de transmisión a través de la atmósfera, y el bajo número de noches nubladas bien añade a la eficiencia de las observaciones durante el año.